# Morat (Band)/Diskografie
Diese Diskografie ist eine Übersicht über die musikalischen Werke der kolumbianische Folk-Pop-Band Morat. Den Schallplattenauszeichnungen zufolge hat sie bisher mehr als 8,9 Millionen Tonträger verkauft, davon alleine in ihrer Heimat mehr als 400.000. Ihre erfolgreichste Veröffentlichung ist die Single Besos en guerra mit über 1,1 Millionen verkauften Einheiten.

## Alben

### Studioalben
| Jahr | Titel Musiklabel                                                    | Höchstplatzierung, Gesamtwochen, AuszeichnungChartplatzierungen (Jahr, Titel, Musiklabel, Platzierungen, Wochen, Auszeichnungen, Anmerkungen) | Höchstplatzierung, Gesamtwochen, AuszeichnungChartplatzierungen (Jahr, Titel, Musiklabel, Platzierungen, Wochen, Auszeichnungen, Anmerkungen) | Anmerkungen                                                |
| Jahr | Titel Musiklabel                                                    | Latin | ES | Anmerkungen                                                |
| ---- | ------------------------------------------------------------------- | --- | --- | ---------------------------------------------------------- |
| 2016 | Sobre el amor y sus efectos secundarios Universal Music Spain (UMG) | Latin— GoldLatin | ES5 Gold · (133 Wo.)ES | Erstveröffentlichung: 17. Juni 2016 Verkäufe: + 395.000    |
| 2018 | Balas perdidas Universal Music Spain (UMG)                          | Latin— PlatinLatin | ES1 Platin · (153 Wo.)ES | Erstveröffentlichung: 25. Oktober 2018 Verkäufe: + 582.000 |
| 2021 | ¿A dónde vamos? Universal Music Spain (UMG)                         | Latin— GoldLatin | ES1 Gold · (98 Wo.)ES | Erstveröffentlichung: 16. Juli 2021 Verkäufe: + 330.000    |
| 2022 | Si ayer fuera hoy Universal Music Spain (UMG)                       | Latin— GoldLatin | ES2 Platin · (129 Wo.)ES | Erstveröffentlichung: 4. November 2022 Verkäufe: + 70.000  |
| 2023 | Antes De Que Amanezca Universal Music Spain (UMG)                   | — | ES10 (7 Wo.)ES | Erstveröffentlichung: 15. Dezember 2023                    |
| 2025 | Ya Es Mañana Universal Music Spain (UMG)                            | — | ES8 (… Wo.)ES | Erstveröffentlichung: 23. Mai 2025                         |

### Livealben
| Jahr | Titel                                                     | Höchstplatzierung, Gesamtwochen, AuszeichnungChartplatzierungen (Jahr, Titel, Platzierungen, Wochen, Auszeichnungen, Anmerkungen) | Höchstplatzierung, Gesamtwochen, AuszeichnungChartplatzierungen (Jahr, Titel, Platzierungen, Wochen, Auszeichnungen, Anmerkungen) | Anmerkungen                         |
| Jahr | Titel                                                     | Latin | ES | Anmerkungen                         |
| ---- | --------------------------------------------------------- | --- | --- | ----------------------------------- |
| 2021 | Tour Balas Perdidas en Madrid Universal Music Spain (UMG) | — | ES7 (2 Wo.)ES | Erstveröffentlichung: 17. März 2021 |

### Kompilationen
| Jahr | Titel Musiklabel                                | Anmerkungen                              |
| ---- | ----------------------------------------------- | ---------------------------------------- |
| 2023 | De fiesta con Morat Universal Music Spain (UMG) | Erstveröffentlichung: 28. September 2023 |
| 2024 | 29 de Febrero Universal Music Spain (UMG)       | Erstveröffentlichung: 14. Februar 2024   |

## Singles

### Als Leadmusiker
| Jahr | Titel Album                                                               | Höchstplatzierung, Gesamtwochen, AuszeichnungChartplatzierungen (Jahr, Titel, Album, Platzierungen, Wochen, Auszeichnungen, Anmerkungen) | Höchstplatzierung, Gesamtwochen, AuszeichnungChartplatzierungen (Jahr, Titel, Album, Platzierungen, Wochen, Auszeichnungen, Anmerkungen) | Anmerkungen                                                                                         |
| Jahr | Titel Album                                                               | Latin | ES | Anmerkungen                                                                                         |
| --- | ------------------------------------------------------------------------- | --- | --- | --------------------------------------------------------------------------------------------------- |
| 2015 | Cuánto me duele Sobre el amor y sus efectos secundarios                   | — | ES53 Platin · (19 Wo.)ES | Erstveröffentlichung: 17. Februar 2015 Verkäufe: + 60.000                                           |
| 2015 | Cómo te atreves Sobre el amor y sus efectos secundarios                   | Latin— PlatinLatin | ES2 ×7Siebenfachplatin · (72 Wo.)ES | Erstveröffentlichung: 13. November 2015 Verkäufe: + 630.000                                         |
| 2017 | Amor con hielo Sobre el amor y sus efectos secundarios (Edición Especial) | — | ES50 ×2Doppelplatin · (27 Wo.)ES | Erstveröffentlichung: 24. Februar 2017 Verkäufe: + 150.000                                          |
| 2017 | Besos en guerra Balas perdidas                                            | Latin— ×3DreifachplatinLatin | ES22 ×5Fünffachplatin · (60 Wo.)ES | Erstveröffentlichung: 3. November 2017 Verkäufe: + 1.156.000; feat. Juanes                          |
| 2018 | Para que nadie se entere –                                                | — | — | Erstveröffentlichung: 16. Februar 2018                                                              |
| 2018 | Antes de los veinte –                                                     | — | ES— GoldES | Erstveröffentlichung: 23. Februar 2018 Verkäufe: + 30.000                                           |
| 2018 | La correcta –                                                             | — | ES— PlatinES | Erstveröffentlichung: 16. März 2018 Verkäufe: + 60.000; mit Nabález                                 |
| 2018 | Cuando nadie ve Balas perdidas                                            | Latin— ×4VierfachplatinLatin | ES21 ×5Fünffachplatin · (49 Wo.)ES | Erstveröffentlichung: 8. Juni 2018 Verkäufe: + 810.000                                              |
| 2018 | Punto y aparte Balas perdidas                                             | — | ES— GoldES | Erstveröffentlichung: 29. Juni 2018 Verkäufe: + 90.000                                              |
| 2018 | El embrujo Balas perdidas                                                 | — | — | Erstveröffentlichung: 13. September 2018 Verkäufe: + 30.000; feat. Antonio Carmona & Josemi Carmona |
| 2019 | Presiento Balas perdidas (Edición Especial)                               | — | ES9 ×4Vierfachplatin · (52 Wo.)ES | Erstveröffentlichung: 12. April 2019 Verkäufe: + 300.000; feat. Aitana                              |
| 2019 | ¿A dónde vamos?                                                           | Latin— GoldLatin | ES31 ×2Doppelplatin · (24 Wo.)ES | Erstveröffentlichung: 31. Oktober 2019 Verkäufe: + 185.000                                          |
| 2019 | Enamórate de alguien más ¿A dónde vamos?                                  | — | ES61 Platin · (1 Wo.)ES | Erstveröffentlichung: 12. Dezember 2019 Verkäufe: + 245.000                                         |
| 2020 | No termino ¿A dónde vamos?                                                | — | ES83 Gold · (1 Wo.)ES | Erstveröffentlichung: 6. März 2020 Verkäufe: + 90.000                                               |
| 2020 | Nunca te olvidé ¿A Dónde Vamos?                                           | — | ES72 Gold · (1 Wo.)ES | Erstveröffentlichung: 2. April 2020 Verkäufe: + 90.000                                              |
| 2020 | Bajo la mesa ¿A dónde vamos?                                              | — | ES52 Platin · (4 Wo.)ES | Erstveröffentlichung: 22. Mai 2020 Verkäufe: + 215.000; mit Sebastián Yatra                         |
| 2020 | La bella y la bestia –                                                    | — | ES— GoldES | Erstveröffentlichung: 11. Juni 2020 Verkäufe: + 335.000; mit Reik                                   |
| 2020 | Al aire ¿A dónde vamos?                                                   | — | ES93 Gold · (1 Wo.)ES | Erstveröffentlichung: 13. November 2020 Verkäufe: + 30.000                                          |
| 2021 | No Hay Más Que Hablar ¿A dónde vamos?                                     | — | ES— GoldES | Erstveröffentlichung: 11. März 2021 Verkäufe: + 30.000                                              |
| 2021 | Idiota ¿A dónde vamos?                                                    | — | ES72 Platin · (1 Wo.)ES | Erstveröffentlichung: 3. Juni 2021 Verkäufe: + 305.000; mit Danna Paola                             |
| 2022 | Llamada Perdida Si ayer fuera hoy                                         | — | ES— GoldES | Erstveröffentlichung: 18. Februar 2022 Verkäufe: + 65.000                                           |
| 2022 | Paris Si ayer fuera hoy                                                   | Latin— GoldLatin | ES31 Platin · (7 Wo.)ES | Erstveröffentlichung: 20. Mai 2022 Verkäufe: + 195.000; mit Duki                                    |
| 2022 | 506 Si ayer fuera hoy                                                     | — | ES77 Platin · (2 Wo.)ES | Erstveröffentlichung: 2. September 2022 Verkäufe: + 60.000; mit Juanes                              |
| 2022 | 23 –                                                                      | — | ES— GoldES | Erstveröffentlichung: 20. September 2022 Verkäufe: + 30.000                                         |
| 2022 | Salir Con Vida Si ayer fuera hoy                                          | Latin— PlatinLatin | ES39 Platin · (5 Wo.)ES | Erstveröffentlichung: 28. Oktober 2022 Verkäufe: + 120.000; mit Feid                                |
| 2023 | Hasta Por La Mañana –                                                     | — | ES— GoldES | Erstveröffentlichung: 13. Juli 2023 Verkäufe: + 30.000; mit Manuel Carrasco                         |
| 2024 | Faltas tú Ya Es Mañana                                                    | — | ES— GoldES | Erstveröffentlichung: 5. April 2024 Verkäufe: + 30.000                                              |
| 2025 | Me toca a mi –                                                            | Latin42 (1 Wo.)Latin | — | Erstveröffentlichung: 28. März 2025 mit Camilo                                                      |
| Folgende Lieder erschienen nicht als Single, wurden aber durch das Album zum Download und Streaming bereitgestellt und konnten somit eine Platzierung erlangen: |                                                                           | | | |
| |                                                                           | | | |
| 2018 | Yo no merezco volver Balas perdidas                                       | — | ES88 (1 Wo.)ES | |

### Als Gastmusiker
| Jahr | Titel Album                                               | Höchstplatzierung, Gesamtwochen, AuszeichnungChartplatzierungen (Jahr, Titel, Album, Platzierungen, Wochen, Auszeichnungen, Anmerkungen) | Höchstplatzierung, Gesamtwochen, AuszeichnungChartplatzierungen (Jahr, Titel, Album, Platzierungen, Wochen, Auszeichnungen, Anmerkungen) | Anmerkungen                                                                                |
| Jahr | Titel Album                                               | Latin | ES | Anmerkungen                                                                                |
| ---- | --------------------------------------------------------- | --- | --- | ------------------------------------------------------------------------------------------ |
| 2015 | Mi nuevo vicio Deseo                                      | — | ES2 ×2Doppelplatin · (43 Wo.)ES | Erstveröffentlichung: 27. Januar 2015 Verkäufe: + 110.000; Paulina Rubio feat. Morat       |
| 2016 | Sé que te duele Rompiendo Fronteras                       | Latin49 (1 Wo.)Latin | ES29 ×2Doppelplatin · (27 Wo.)ES | Erstveröffentlichung: 3. Februar 2017 Verkäufe: + 278.000; Alejandro Fernández feat. Morat |
| 2016 | Yo contigo, tu conmigo Mar De Colores (Version Extendida) | — | ES18 ×2Doppelplatin · (31 Wo.)ES | Erstveröffentlichung: 1. November 2017 Verkäufe: + 170.000; Álvaro Soler feat. Morat       |
| 2018 | Consejo de amor Quiero volver                             | — | ES— PlatinES | Erstveröffentlichung: 22. Juni 2018 Verkäufe: + 60.000; Tini feat. Morat                   |
| 2018 | Una y otra vez Elementales                                | — | — | Erstveröffentlichung: 17. August 2018 Santiago Cruz feat. Morat                            |
| 2019 | Déjame ir Trece                                           | — | — | Erstveröffentlichung: 26. April 2019 Verkäufe: + 60.000; Andrés Cepeda feat. Morat         |
| 2019 | Mejores amigos Sinestesia                                 | — | ES— GoldES | Erstveröffentlichung: 26. September 2019 Verkäufe: + 30.000; Yera feat. Morat              |
| 2020 | Más de lo que aposté –                                    | — | ES21 Platin · (24 Wo.)ES | Erstveröffentlichung: 30. Juli 2020 Verkäufe: + 100.000; Aitana feat. Morat                |
| 2021 | Porfa no te vayas Resiliencia                             | — | ES40 ×3Dreifachplatin · (40 Wo.)ES | Erstveröffentlichung: 15. April 2021 Verkäufe: + 180.000; Beret feat. Morat                |
| 2021 | Lo que hará mi boca Fénix                                 | — | ES97 Platin · (1 Wo.)ES | Erstveröffentlichung: 9. November 2021 Verkäufe: + 60.000; Antonio José feat. Morat        |

## Statistik

### Chartauswertung
|                     | ES    |
| ------------------- | ----- |
| Nummer-eins-Alben   | ES2ES |
| Top-10-Alben        | ES7ES |
| Alben in den Charts | ES7ES |

|                       | Latin       | ES     |
| --------------------- | ----------- | ------ |
| Nummer-eins-Singles   | Latin—Latin | ES—ES  |
| Top-10-Singles        | Latin—Latin | ES3ES  |
| Singles in den Charts | Latin2Latin | ES23ES |

### Auszeichnungen für Musikverkäufe
| Goldene Schallplatte - Chile - 2017: für das Album Sobre el amor y sus efectos secundarios - 2017: für die Single Sé que te duele - Ecuador - 2017: für die Single Sé que te duele - Kolumbien - 2016: für das Album Sobre el amor y sus efectos secundarios - 2017: für die Single Sé que te duele - Mexiko - 2017: für die Single Mi nuevo vicio - 2018: für das Lied Aprender a quererte - 2018: für die Single Amor con hielo - 2019: für die Single El embrujo - 2022: für die Single Paris - 2022: für das Album Sobre el amor y sus efectos secundarios - 2024: für das Lied Los dos - Spanien - 2024: für das Lied Acuérdate De Mí - 2024: für das Lied En Un Sólo Día - 2024: für das Lied Maldita Costumbre - 2024: für das Lied Mil Tormentas - 2024: für das Lied Qué ganas - 2024: für das Lied Segundos platos - Zentralamerika - 2022: für die Single ¿A dónde vamos? - 2022: für die Single Bajo la mesa - 2022: für die Single Enamórate de alguien más - 2022: für die Single Idiota - 2022: für die Single La bella y la bestia - 2022: für die Single Paris - 2022: für die Single Llamada Perdida | Platin-Schallplatte - Ecuador - 2018: für das Album Balas perdidas - Italien - 2017: für die Single Yo contigo, tu conmigo - Kolumbien - 2018: für das Album Balas perdidas - Mexiko - 2019: für die Single Punto y aparte - 2019: für die Single Presiento - 2022: für die Single No termino - 2022: für die Single A dónde vamos - 2022: für die Single Nunca te olvidé - 2022: für die Single Más de lo que aposté - 2023: für die Single Déjame ir - Peru - 2018: für die Single Besos en guerra - 2018: für das Album Balas perdidas - Spanien - 2024: für das Lied Aprender a quererte - 2024: für das Lied Otras Se Pierden - 2025: für das Lied Debí Suponerlo 3× Goldene Schallplatte - Mexiko - 2022: für die Single Idiota 2× Platin-Schallplatte - Mexiko - 2022: für die Single Bajo la mesa - 2022: für das Album ¿A dónde vamos? - Spanien - 2024: für das Lied No se va | 5× Goldene Schallplatte - Mexiko - 2017: für die Single Sé que te duele - 2017: für die Single Cómo te atreves - 2021: für die Single Enamórate de alguien más - 2022: für das Album Balas perdidas 7× Goldene Schallplatte - Mexiko - 2022: für die Single No se va 4× Platin-Schallplatte - Vereinigte Staaten - 2024: für das Lied No se va (Latin) 9× Goldene Schallplatte - Mexiko - 2019: für die Single Besos en guerra - 2019: für die Single Cuando nadie ve - 2025: für die Single La bella y la bestia Diamantene Schallplatte - Mexiko - 2022: für die Single No se va - 2022: für das Album Balas perdidas - 2022: für das Album Sobre el amor y sus efectos secundarios 2× Diamantene Schallplatte - Kolumbien - 2018: für die Single Besos en guerra |

Anmerkung: Auszeichnungen in Ländern aus den Charttabellen bzw. Chartboxen sind in ebendiesen zu finden.
| Land/RegionAuszeichnungen für Musikverkäufe (Land/Region, Auszeichnungen, Verkäufe, Quellen) | Gold       | Platin         | Diamant     | Verkäufe  | Quellen             |
| -------------------------------------------------------------------------------------------- | ---------- | -------------- | ----------- | --------- | ------------------- |
| Chile (IFPI)                                                                                 | 2× Gold2   | —              | —           | 45.000    | Einzelnachweise     |
| Ecuador (SOPROFON)                                                                           | Gold1      | Platin1        | —           | 9.000     | Einzelnachweise     |
| Italien (FIMI)                                                                               | —          | Platin1        | —           | 50.000    | fimi.it             |
| Kolumbien (ASINCOL)                                                                          | 2× Gold2   | Platin1        | 2× Diamant2 | 435.000   | Einzelnachweise     |
| Mexiko (AMPROFON)                                                                            | 16× Gold16 | 35× Platin35   | 3× Diamant3 | 3.600.000 | amprofon.com.mx     |
| Peru (UNIMPRO)                                                                               | —          | 2× Platin2     | —           | 12.000    | Einzelnachweise     |
| Spanien (Promusicae)                                                                         | 20× Gold20 | 52× Platin52   | —           | 3.630.000 | elportaldemusica.es |
| Vereinigte Staaten (RIAA)                                                                    | 5× Gold5   | 14× Platin14   | —           | 990.000   | riaa.com            |
| Zentralamerika (CFC)                                                                         | 7× Gold7   | —              | —           | 245.000   | cfc-musica.com      |
| Insgesamt                                                                                    | 53× Gold53 | 106× Platin106 | 5× Diamant5 |           |                     |